# Tribulación (serie de televisión)
Tribulación es una serie peruana, transmitida por América Televisión y hecha por Creative Tree. Su contenido trata sobre Falco Méndez, un capitán de la policía encargado del departamento de criminalística, él tiene un don semidivino, el cual le permite ver lo que hay detrás de un asesino y que o quien realmente lo motiva a cometer esos actos. Falco deberá usarlo para combatir el mal. La serie está inspirada en el libro de la Biblia el Apocalipsis. Está grabada en HD y 3D, actualmente se está emitiendo en varios países de Latinoamérica por DirecTV.

## Sinopsis
Tribulación: la batalla antes del fin, relata la historia de Falco, el capitán de la policía encargado del departamento de investigaciones, que tiene un don, el poder ver lo que otros no pueden, visualizando lo que hay detrás de un asesino y quien es el que realmente lo motiva a cometer esto actos violentos. Pero, este don, él lo lleva oculto hasta que cuatro mujeres son asesinadas, entre ellas su esposa Mariana. En su desesperada lucha por encontrar una explicación por todo lo sucedido, Falco descubre que todo lo que ve en verdad existe y que su lucha no es contra seres humanos sino contra un mundo espiritual, que revelan que los días de tribulación están cerca y, si no enfrenta su destino y acepta el don a favor de esta lucha contra el mal, los demonios de los que él se esconde lo destruirán.

## Elenco y personajes
| Actor o actriz     | Personaje              | Descripción |
| ------------------ | ---------------------- | --- |
| Javier Valdés      | Falco Méndez           | Falco es un policía del equipo de Criminalística al que Dios ha dado el don de ver más allá de lo evidente. En su caso, visualiza a los demonios que matan personas. En un primer momento, Falco se guarda este don por temor, pero luego tendrá que usarlo para salvar a su propio hijo, que se encuentra en coma, y saber más sobre la muerte de su esposa Mariana. |
| Alexandra Graña    | Dinora Ramírez         | Es una teniente de la policía y psicóloga. Ella es firme, siempre ayudó a Falco. Muere en el capítulo 11 sacrificada por su padre, un demonio. |
| Sandro Monzante    | Eduardo Romero o 'Edú' | Es un teniente de la policía y químico forense, es como un 'fuerza de choque'. Es un poco dudoso. Pertenece al departamento de Criminalística junto a Falco. |
| Jorge Da Fieno     | Rubén                  | Es un periodista del diario El Tiempo y un demonio, aunque no quiere serlo. Tiene una esposa y una hija, y siempre ayuda a Falco. |
| Fiorella Díaz      | Lorena Gutiérrez       | Es una teniente y química forense. Es la que más fe tiene del grupo. En el capítulo 8 muere, pero resucita antes de que termine. Tiene una buena conversación con Caliel. |
| Eduardo Cesti      | 'Ángel Caliel          | Es el emisario de Dios que llega a la Tierra para alertar de la presencia de los demonios y cuidar la vida de Miguel, el hijo de Falco. En un inicio Caliel se presenta como un mendigo un poco demente, que predica la palabra de Dios, pero luego los demonios comenzarán a perseguirlo.                                                                            |
| Igor Calvo         | Comandante Torres      | Es el Comandante de la Policía, que trabaja junto a Falco. Ayudaba a los demonios a atormentar a Falco. En el capítulo 8 se suicida porque se siente traicionado por Augusto Ciles y el Arzobispo López, dos demonios que querían destruir a Falco. |
| Rúben Martorell    | Drako                  | Es un teniente malévolo, que ayuda a los demonios a atormentar a Falco. |
| Óscar Carrillo     | Comandante Torres      | Es el nuevo comandante que remplaza al comandante Torres. Es una persona corrupta que ayuda a los demonios a destruir a Falco. |
| Gustavo Mac Lennan | Arzobispo López Abreu  | Es un arzobispo y una muy mala persona, quiso atentar contra la vida del arzobispo Bernardi y, también quiere arruinar a Falco. Trabaja con los demonios. Y traman cosas malas con Augusto Ciles y Raquel. |
| Pedro Olortegui    | Arzobispo Bernardi     | Es un buen arzobispo, pero esconde un secreto: tiene una hija y está a punto de ser nombrado cardenal. Falco lo descubre y con ayuda de Rubén avisa a la prensa, pensando que este era una mala persona. Bernardi se siente presionado y se mata de un disparo en la cabeza, pero en realidad él estaba vivo y regresa con fines de ayudar a Falco.                   |

### Elenco completo
- Javier Valdés como Falco Méndez "Capitán Méndez".
- Jorge Da Fieno como Rubén Maldonado.
- Alexandra Graña como Dinora Ramírez "Teniente Dinora".
- Sandro Monzante como Eduardo Romero "Teniente Edú".
- Fiorella Díaz como Lorena Gutiérrez "Teniente Lorena".
- Eduardo Cesti como Caliel "Ángel Caliel".
- Mariano Sábato como Oyce.
- Rubén Martorell como Drako "Teniente Drako".
- Igor Calvo como Comandante Hipólito Torres.
- Nicolás Valdés como Miguel Méndez.
- Óscar Carrillo como Comandante Céspedes.
- Jorge Guzmán como Gelán.
- Camila Mac Lennan como Claudia.
- Gustavo Mac Lennan como Arzobispo López Abreu.
- Rosario Salvidea como Marcela Bernardi.
- Pedro Olórtegui como Juan Manuel Bernardi "Arzobispo Bernardi".
- Carlos Mesta como Augusto Ciles.
- Gladys Hermoza como Raquel.
- Guido Stefancic como Congresista Abel Barack.
- Sergio Llusera como Aníbal Rodrígez.
- Luis Meneses como General Montoya.
- Claudio Calmet como Gino.
- Paola Enrico como Mariana.
- Carlos Marín Salinas

## Primera temporada
La primera temporada, que cuenta con 13 episodios, fue trasmitida después de que hubiera terminado el popular reality de baile, llamado El gran show.
La serie cuenta la historia de un escuadrón policial dirigido por el capitán Falco, un hombre con un extraño don que le permite ver demonios con su ojo izquierdo y, con ello enfrentar misteriosos casos, los que al parecer están inspirados en temas bíblicos, a los cuales, se hacen referencia.
Junto a Falco integran el equipo de criminalística: Dinora Ramírez (Alexandra Graña) Edú Romero (Sandro Mozante). También figura el veterano Eduardo Cesti como el ángel Caliel, que proclama la presencia del mal en la ciudad.

### Episodios
- En el primer episodio conocemos a Falco Méndez y su reacción acerca del don que tiene. Cuatro mujeres fueron asesinadas a la misma hora y por la misma persona entre ellas Marina, la esposa de Falco y su hijo Miguel entra en estado de coma. Mientras que Falco y Rubén encuentran a la quinta víctima y descubren que la sexta víctima sería Dinora y van a su rescate. Por otra parte, Lorena descubre el ADN de la persona que mató a las 4 mujeres: un teniente.
- En el segundo episodio Falco encuentra a Dinora y la rescata matando al secuestrador, un teniente de la policía. La hija del congresista Barack es secuestrada; los rastros de sangre en la escena del crimen confirman que son de Roberto, un chico que salió de la cárcel que está poseído por un demonio que lo obliga a cometer esos actos, él se entrega a la policía y los lleva donde está la chica, pero no la encuentran, Roberto se soltó las cadenas y dijo: "el sacrificio ha sido consumado" y se tira del balcón y murió. Caliel se presenta ante Miguel.

## Tema musical
El tema que suena al final de la serie se titula Quién y es interpretado por la banda peruana Vicario.